# بازارچه حاج عبدالخالق
بازارچه حاج عبدالخالق مربوط به دوره صفوی است و در شهرستان یزد، بخش مرکزی، شهر شاهدیه، جنب مسجد مطیع واقع شده و این اثر در تاریخ ۱۵ دی ۱۳۸۷ با شمارهٔ ثبت ۲۴۳۴۲ به‌عنوان یکی از آثار ملی ایران به ثبت رسیده است.